# Лехешти (Алба)
Лехешти (рум. Lehești) насеље је у Румунији у округу Алба у општини Соходол. Oпштина се налази на надморској висини од 862 m.

## Становништво
Према подацима из 2002. године у насељу је живело 53 становника, од којих су сви румунске националности.